# کانی‌سالار
کانی‌سالار (به کردی: کانی سالار) روستایی از دهستان کلاشی از توابع بخش کلاشی شهرستان جوانرود در استان کرمانشاه ایران است.